# Agelaia centralis
Agelaia centralis är en getingart som först beskrevs av Cameron 1907.  Agelaia centralis ingår i släktet Agelaia och familjen getingar. Inga underarter finns listade i Catalogue of Life.